# Rolls-Royce Phantom I
Der Rolls-Royce 40/50 H.P. Phantom I, auch New Phantom genannt, wurde vom britischen Automobilhersteller Rolls-Royce 1925 als Nachfolger des Modells Silver Ghost vorgestellt.

## Beschreibung
Wie sein Vorgänger Silver Ghost wurde der Phantom I sowohl in Großbritannien als auch in den USA gebaut, wobei das US-Modell ein Jahr später vorgestellt und zwei Jahre länger produziert wurde.
Eine wichtige Verbesserung gegenüber dem Silver Ghost war der neue Reihensechszylindermotor mit hängenden Ventilen. Die mit dem Kurbelgehäuse verschraubten Zylinder (Bohrung × Hub = 107,9 mm × 139,7 mm) waren paarweise zusammengegossen und hatten abnehmbare Zylinderköpfe. Der langhubige Motor hatte einen Hubraum von 7668 cm³ und war mit 95 PS (70 kW) bei 2750 min−1 leistungsfähig genug, um den schweren Wagen angemessen zu bewegen. Der Wagen erreichte eine Höchstgeschwindigkeit von 145 km/h. Ab 1928 wurden die Zylinderköpfe aus Aluminium anstatt Gusseisen gefertigt. Motor und Getriebe waren mit einer Einscheiben-Trockenkupplung verbunden.

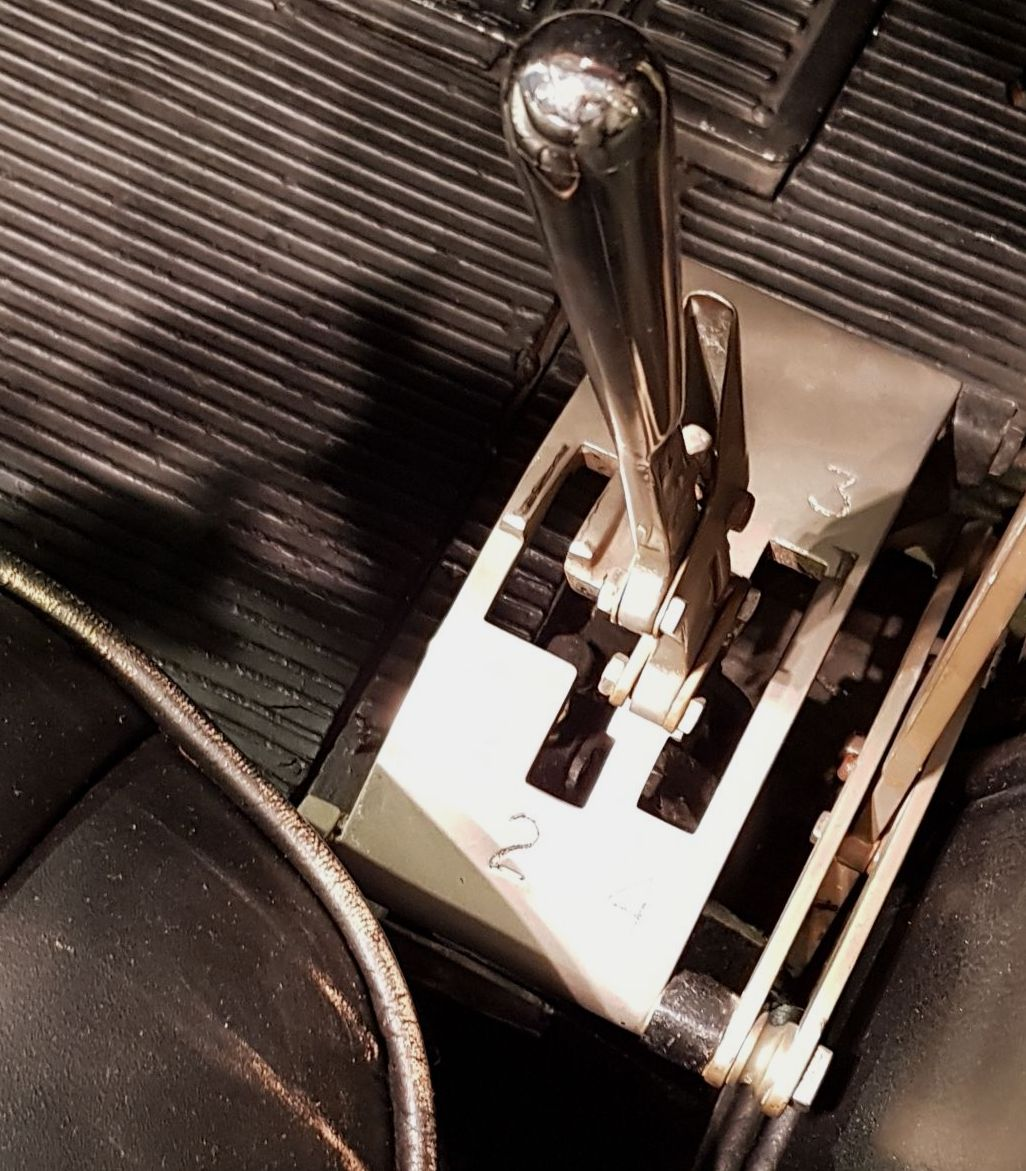
Schalthebel bei Rolls Royce Phantom I Open Tourer Windovers (1926)

Die britische Version war mit einem Vierganggetriebe ausgestattet, während die US-Modelle nur drei Gänge hatten. Die Kraft wurde über ein Kardangelenk und eine in einem Rohr laufende Welle auf die Hinterachse übertragen. 
Die Vorderachse war an halbelliptischen Blattfedern aufgehängt, die Hinterachse an Auslegerfedern. An allen vier Rädern wurden servounterstützte Trommelbremsen eingebaut außer bei frühen in den USA gefertigten Fahrzeugen, die ohne Vorderradbremsen geliefert wurden.
US- und britische Versionen unterschieden sich im Radstand – beide gab es mit 3645 mm, aber bei der britischen Version betrug der lange Radstand 3823 mm, während beim US-Modell nur 3721 mm realisiert wurden. 
Die britischen Ausführungen wurden in der Rolls-Royce-Fabrik in Derby gebaut, die US-Ausführungen entstanden in Springfield (Massachusetts).

## Karosserien
Nur Fahrwerk und Mechanik wurden von Rolls-Royce hergestellt. Die Karosserien wurden auf Kundenwunsch von einem Stellmacher aufgebaut. Einige der bekanntesten Karosseriebauer für Rolls-Royce-Automobile waren Park Ward, Thrupp & Maberly, Mulliner und Hooper. Die meisten Phantom I in der US-Version wurden bei Brewster & Company in New York karossiert.

## Produktion
In Großbritannien wurden bis 1929 genau 2269 Exemplare gefertigt. In den USA entstanden 1243 Stück zwischen 1926 und 1931. Nachfolger war der Phantom II.

## Zusatzinfo
In dem französischen Stummfilm Gribiche aus dem Jahr 1926 ist in einigen Szenen ein Phantom I zu sehen. Der Wagen ist teilweise sehr detailliert zu betrachten: In einer Szene fettet der Chauffeur die Vorderachse und in einer weiteren Szene ist kurz der Motor zu sehen. Häufig ist auch der Innenraum sehr gut zu erkennen.

## Galeriebilder

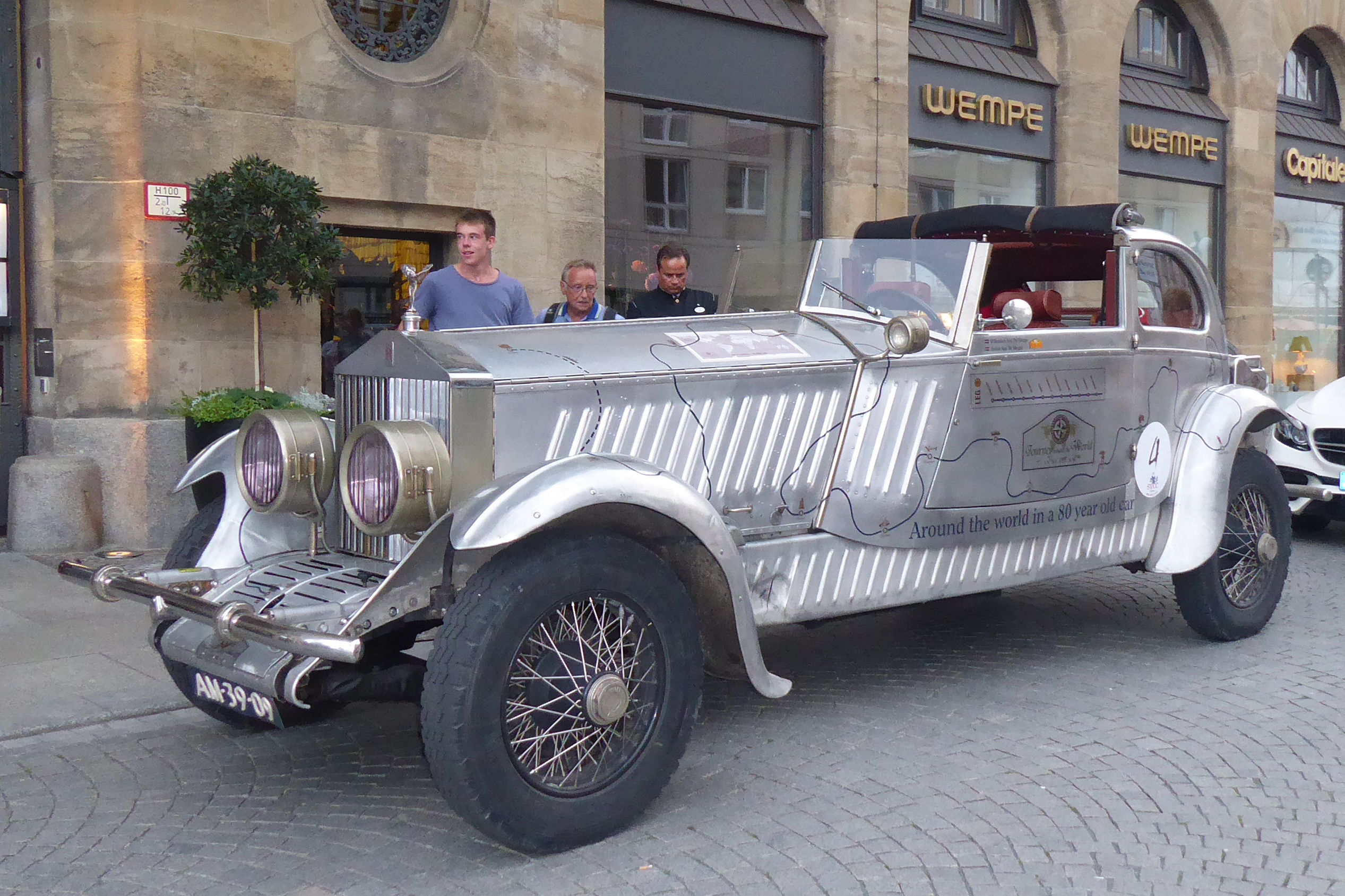
Der 1926 entstandene Rolls-Royce von Anton Aan de Stegge bei seiner 2019 durchgeführten Fahrt um die Welt in Leipzig
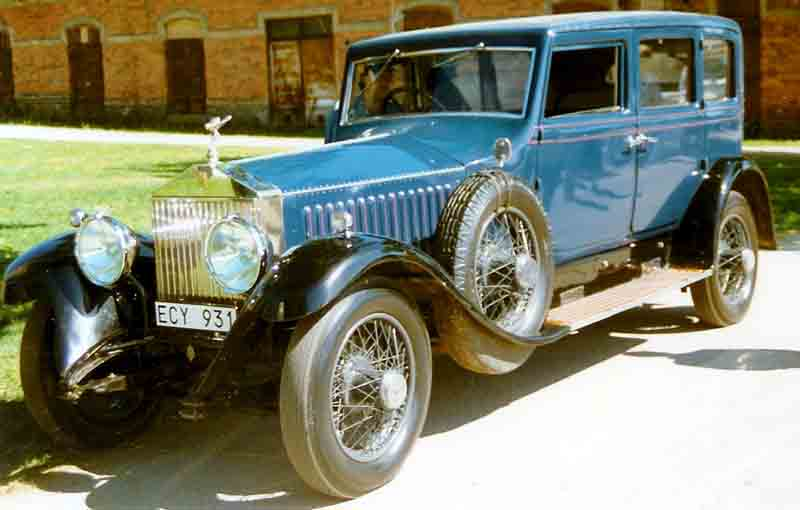
Rolls-Royce Phantom Pullman (1926)
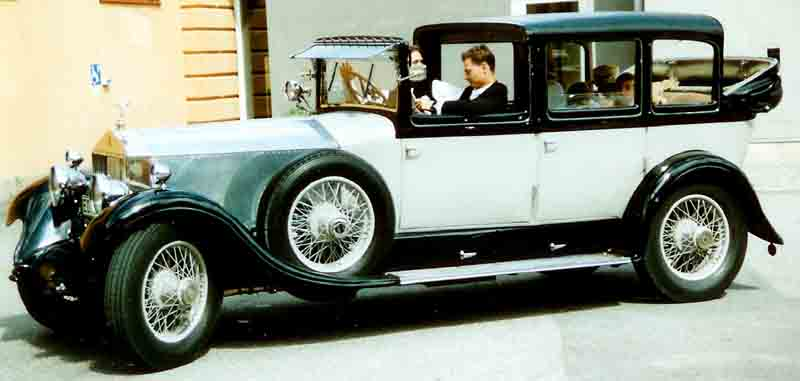
Rolls-Royce Phantom Landaulette De Ville (1927)